# Обитель (сериал)
«Оби́тель» — российский восьмисерийный историко-драматический телевизионный фильм 2020 года режиссёра Александра Велединского, снятый по мотивам одноимённого романа Захара Прилепина. Рассказывает о жизни заключённых в советском Соловецком лагере особого назначения в конце 1920-х годов. Главные роли в фильме сыграли Евгений Ткачук, Александра Ребено́к, Сергей Безруков. Премьера состоялась 30 апреля 2021 года на российской медиаплатформе «Смотрим», 10—13 мая 2021 года на телеканале «Россия-1».

## Сюжет
Действие происходит в конце 1920-х годов на Соловецких островах. Один из заключённых советского Соловецкого лагеря особого назначения, убийца своего отца Артём Горяинов, влюбляется в чекистку Галину, сожительницу начальника лагеря, и она отвечает ему взаимностью.

## В ролях
- Евгений Ткачук — Артём Андреевич Горяинов, 27 лет, заключённый Соловецкого лагеря особого назначения (осуждён по статье 138 УК РСФСР)
- Александра Ребено́к — Галина Кучеренко, чекистка, следователь, сожительница Фёдора Эйхманиса и любовница Артёма Горяинова
- Сергей Безруков — Фёдор Иванович Эйхманис, комендант Соловецкого лагеря особого назначения
- Фёдор Лавров — Александр Петрович Ногтев, начальник Соловецкого лагеря особого назначения
- Владимир Стеклов — отец Зиновий, заключённый, священник
- Виктор Раков — Василий Петрович Вершилин, заключённый, бывший белый офицер
- Игорь Черневич — владыка Иоанн, заключённый, священник
- Виктор Добронравов — Сергей Мезерницкий, заключённый, белогвардеец
- Юрий Кузнецов — отец Феофан, вольный поселенец, монах
- Михаил Евланов — Мстислав Бурцев, заключённый, бывший поручик белой гвардии
- Яков Шамшин — Афанасьев, заключённый, поэт
- Роман Агеев — Андрей Горяинов, отец Артёма Горяинова
- Елена Шевченко — Антонина Денисовна Горяинова, мать Артёма Горяинова
- Игорь Иванов — Михаил Юрьевич Шлабуковский, заключённый, актёр
- Сергей Бызгу — Филипп, заключённый
- Кирилл Ульянов — Моисей Соломонович Берзин, заключённый
- Андрей Полищук — Тимофей Степанович Лажечников, заключённый, казак
- Микаэл Джанибекян — доктор Али, врач Соловецкого лазарета
- Евгений Серзин — Осип Витальевич Троянский, заключённый, биолог
- Кузьма Котрелев — Митя Лукичёв, заключённый, студент

## Производство и премьера
Создание восьмисерийного телевизионного художественного фильма «Обитель» было анонсировано 1 августа 2016 года. Режиссёром телесериала стал Александр Велединский. Авторы сценария — Александр Велединский и Пётр Тодоровский (мл.). Съёмки начались в августе 2018 года в Выборге, Архангельской области и Москве. Они проходили также в Вологодской, Ленинградской, Ярославской областях.
19 апреля 2021 года вышел трейлер сериала. Премьера фильма состоялась 30 апреля 2021 года на российской медиаплатформе «Смотрим». С 10 по 13 мая 2021 года (по две серии ежедневно с понедельника по четверг) показ сериала прошёл на телеканале «Россия».

## Восприятие
Критики высоко оценили актёрские работы Сергея Безрукова, Евгения Ткачука и Александры Ребенок. При этом звучали мнения о том, что Ткачук не подходит по типажу. Дискуссию вызвало сочетание в романе, а следом за ним и в фильме «лагерной» и любовной линий, причём в сериале жестокая сторона соловецкой действительности оказалась в значительной степени заретушированной.
Рецензент «Газеты.ру» Анастасия Миронова написала, что «Обитель» снята «добротно», с «редким для сериальных экранизаций трепетным отношением к тексту», но при этом заявила, что «либеральная публика» не поймёт фильм из-за «предельно достоверного» изображения лагерной жизни.
Обозреватель «Московского комсомольца» выразил уверенность в том, что в отличие от других проектов Велединского, «Русское» или «Географ глобус пропил», «пересматривать „Обитель“ смогут разве что мазохисты. При всех достоинствах сериал является не самым приятным зрелищем. Что неудивительно, когда речь идет о попытке беспристрастно показать чудовищное время в истории страны».